# Castel San Pietro Romano
Castel San Pietro Romano es una localidad italiana de la provincia de Roma, región de Lacio, con 822 habitantes.

## Evolución demográfica
| Gráfica de evolución demográfica de Castel San Pietro Romano entre 1861 y 2001 |
|                                                                                |
| Fuente ISTAT - elaboración gráfica de Wikipedia                                |